# Hartelijke groeten aan iedereen
Hartelijke groeten aan iedereen is een televisieprogramma van productiehuis Sylvester Productions op de Vlaamse televisiezender Eén dat gepresenteerd wordt door Sofie Van Moll. Gedurende de loop van het programma probeert men een Gouden Plaat met een voorstelling van België in de ruimte te brengen.
Bij het NASA Pioneerprogramma werd met Pioneer 10 in 1972 en Pioneer 11 in 1973 een Gouden Plaat meegenomen. Bij het Voyagerprogramma in 1977 werd op de Voyager 1 en 2 ook een Gouden Plaat gemonteerd. Deze plaat bevatte veel uitvoeriger documentair materiaal over de planeet Aarde, en was als een soort tijdscapsule met informatie over de aarde zoals die in 1977 gedocumenteerd kon worden.
Nu deze informatie zo gedateerd is, en om ook België beter te kunnen voorstellen, heeft Sofie Van Moll het plan opgevat een nieuwe Belgische Gouden plaat samen te stellen. Om haar hierbij te helpen heeft ze een Raad van de Gouden Plaat samengesteld. Deze raad kwam al een eerste maal een weekend samen om de thema's die behandeld dienen te worden op het Belgisch visitekaartje op te lijsten. Ook gelastte Sofie Van Moll Tom Waes, Raketman, met de opdracht een raket te vinden die de Belgische Gouden Plaat in de ruimte kan brengen.
In een eerste aflevering op zondag 21 december 2008 op Eén werden de kijkers ingelicht over het project, en werd het weekend en de eerste stappen van de opdracht van Raketman getoond. Ook het interview met de nabestaanden van initiatiefnemer Carl Sagan was opgenomen in de pilotaflevering.
Van 7 februari tot 28 maart 2009 volgen 8 studioprogramma's waar Sofie Van Moll en haar Raad van de Gouden Plaat bekende en onbekende gasten ontvangt die een bijdrage leveren aan de Gouden Plaat.

## Thema's
Op de Gouden Plaat zullen de volgende thema's een plaats krijgen:
- Begroeting
- Afkomst: de aarde
- Afzender: de mens
- Eten & drinken
- Graag zien
- Wonen
- Werken
- Sport
- Cultuur
- Wij zijn straf in...
- Afscheid
- andere

## Leden van de Raad van de Gouden Plaat
- reclamemaker Jens Mortier
- actrice Maaike Cafmeyer
- zanger Guido Belcanto
- journaliste Phara de Aguirre
- acteur Geert Hunaerts
- zangeres Yasmine
- zanger Stijn Meuris